# 李鈞簡
李鈞簡（?—?），字秉和，號小松，湖北黃岡縣人，清朝政治人物。

## 生平
乾隆五十四年（1789年）己酉科進士。選翰林院庶吉士，散館授編修。歷官倉場侍郎，因事降職。後官至順天府府尹，再次降職，回任編修。